# Zal-Mahmud-Pascha-Moschee

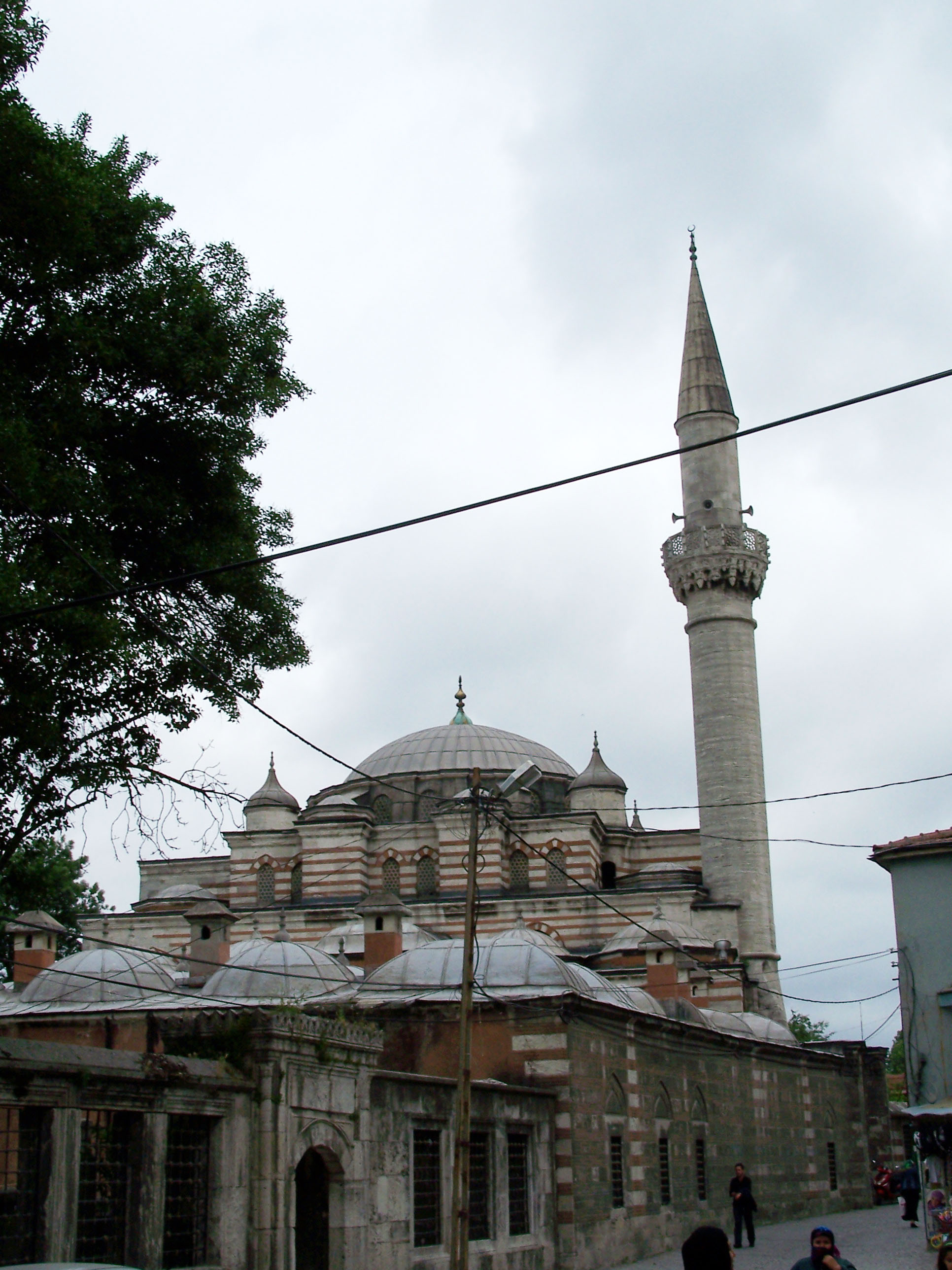
Zal-Mahmud-Pascha-Moschee mit Medrese im Vordergrund

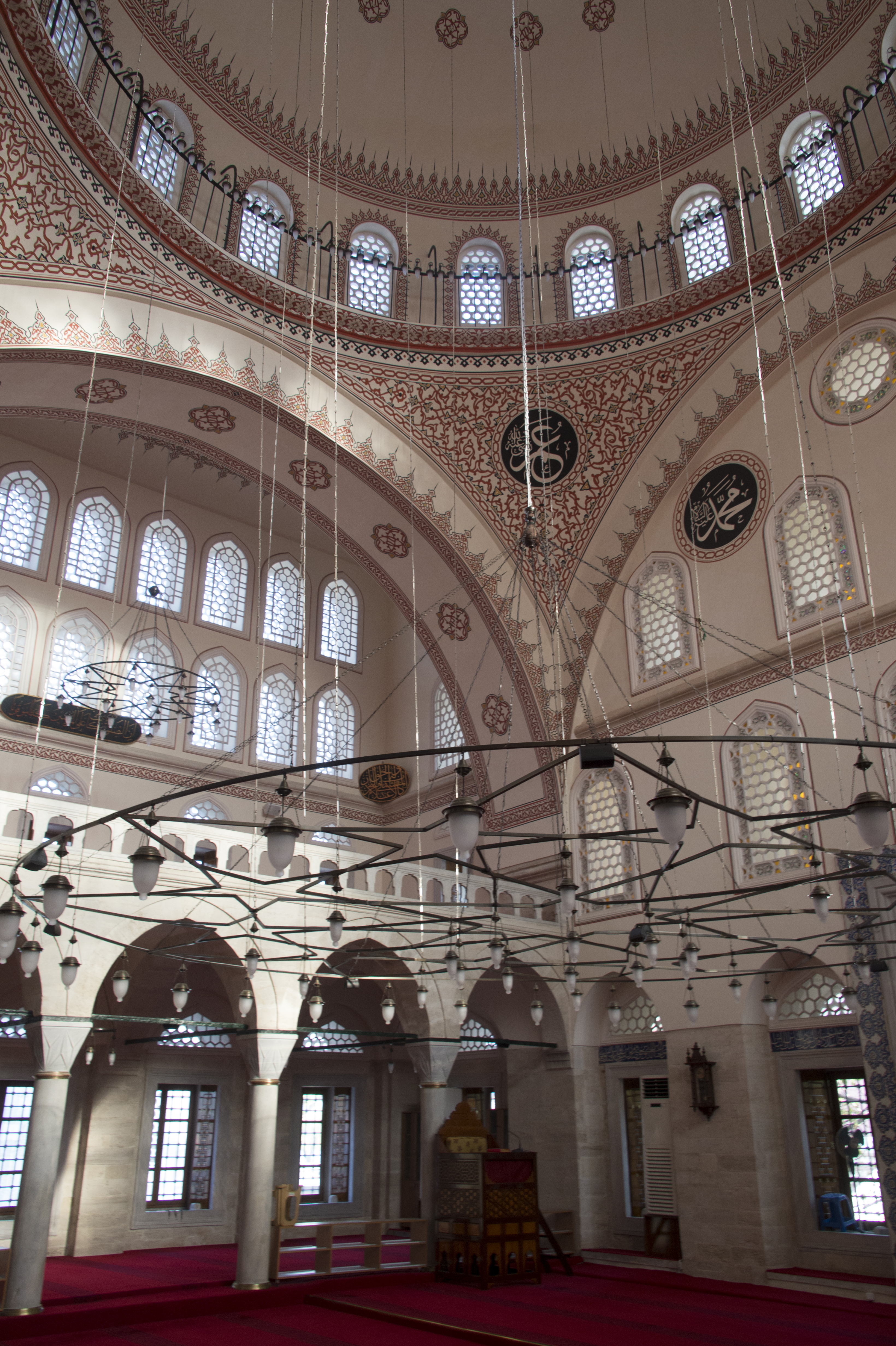
Blick in den Innenraum

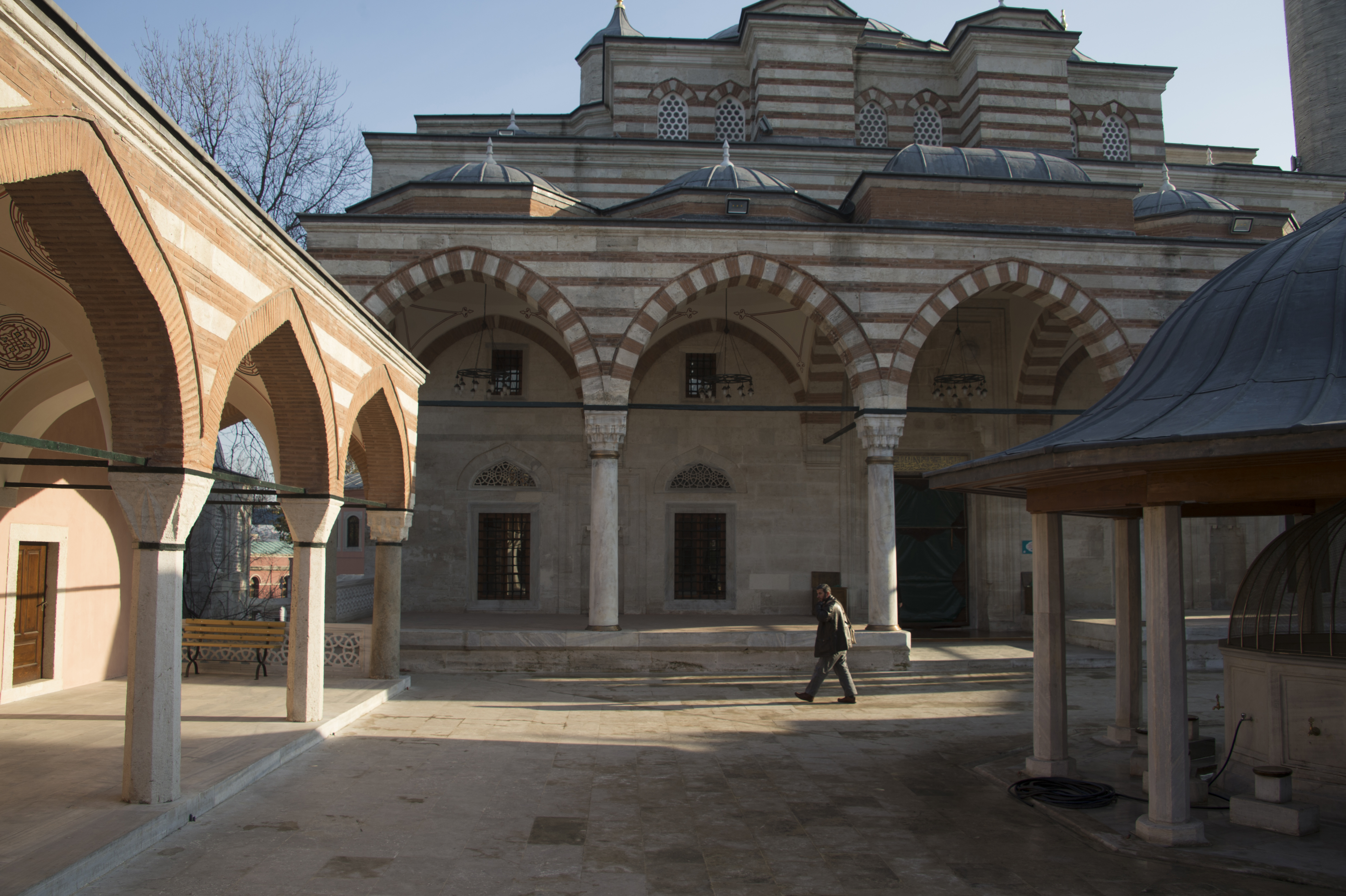
Innenhof mit Brunnen

Die Zal-Mahmud-Pascha-Moschee (türkisch Zal Mahmut Paşa Camii) ist eine Moschee in Istanbul. Sie wurde in der zweiten Hälfte des 16. Jahrhunderts wohl von dem Hofarchitekten Sinan für die osmanische Prinzessin Şah Sultan und deren Mann Zal Mahmud Pascha errichtet.

## Lage
Die Moschee liegt im Stadtviertel Nişanca des Istanbuler Stadtbezirks Eyüpsultan am westlichen Ufer des Goldenen Horns.

## Geschichte
Sultan Selims II. Tochter Şah Sultan heiratete 1562 den Janitscharen-Anführer Çakırcıbaşı Hasan, der nach der Hochzeit erst Sandschak-Bey von Bosnien, 1564 Beylerbey von Anatolien und schließlich 1570 von Rumelien wurde. Doch Hasan starb 1574 nur kurz nach seiner Ernennung zum Wesir. Noch im selben Jahr heiratete die Prinzessin den in Bosnien geborenen Wesir Zal Mahmud Pascha. Seinen Beinamen trug der von der persischen Sagengestalt Zāl, nachdem er den Prinzen Mustafa, Halbbruder und Rivale von Selim im Kampf um den Thron, 1553 erdrosselt hatte. Die Ehe währte allerdings nur kurz. Am 22. Oktober 1577 starb der Wesir, seine Frau nur 13 Tage später.
Beide hatten in einer Stiftungsurkunde verfügt, dass ein Drittel ihres Vermögens für den Bau einer Moschee mit Medrese verwendet werden solle. Şah Sultans Bruder Murad III. und die beiden Schwestern verzichteten auf den ihnen verbleibenden Anteil und brachten dieses Vermögen ebenfalls in die Stiftung ein. Şah Sultan hatte ihre Mutter Nurbanu als Testamentsvollstreckerin eingesetzt. Die Sultansmutter sollte den Bau überwachen. Außerdem hatte sie den osmanischen Finanzminister Hüseyin Ağa b. Abdülmuîn zum Stiftungsverwalter gemacht. Für den Bau des Moscheekomplexes standen 5,875 Mio. Asper zur Verfügung, dessen Errichtung wohl noch im Jahr 1577 begann. Durch geschickte Geldanlagen wuchs das Vermögen in einem Jahr auf über 6 Mio. Asper. Um das Geld der Stiftung zu mehren, erwarb Hüseyin Ağa für 1,25 Mio. Asper eine Karawanserei und Mühlen in Plowdiw, die für ein regelmäßiges Einkommen sorgen sollten.
Wer die Moschee entwarf, ist ungeklärt. Nicht wenige schreiben den ungewöhnlichen Bau Sinan zu, es könnte aber auch ein Assistent für die Pläne verantwortlich gewesen sein.
Als Hüseyin Ağa 1578 in den Osmanisch-Safawidischen Krieg geschickt wurde, übernahm der ehemalige Verwalter des Paares, Mustafa Kethüda b. Abdurrahman, den Stiftungsvorsitz. Er stellte den Moscheebau mit zwei Medresen, Gästezimmern, Geschäften und Kerzenfabrik fertig. Die Baukosten beliefen sich auf 7,82 Mio. Asper. 1586/87 wurden die beiden Einzelstiftungen in eine gemeinsame Stiftung überführt. Ende der 1580er Jahre wurde der Bau fertiggestellt. Beginn und Ende der Bauarbeiten sind nicht genau überliefert, es wird jedoch davon ausgegangen, dass mit den Bauarbeiten noch in den 1570er Jahren begonnen und die Moschee um 1589/90 fertig gestellt wurde.
Um 1800 wurde eine Türbe errichtet. Bei einem Erdbeben im Jahr 1894 wurde die Moschee beschädigt. Das Minarett wurde in veränderter Form wieder aufgebaut. 1955 bis 1963 wurde die Moschee restauriert. Erneute Restaurierungsarbeiten fanden 2012/13 statt.

## Architektur
Der Moscheenkomplex hat eine für die Zeit ungewöhnliche Form und schmiegt sich nach Westen in einen Hang. Der Komplex wird von einer Mauer umgeben. Die Medrese von Şah Sultan ist U-förmig angelegt und befindet sich leicht erhöht im Norden. In dem entstandenen Innenhof liegt ein großer Brunnen für rituelle Waschungen (Şadırvan). Daran schließt sich im Süden die eigentliche Moschee mit einem gekuppelten fünfjochigen Portikus an. Östlich an die Medrese von Şah Sultan schließt sich L-förmig die niedrigere Medrese des Zal Mahmud Pascha an. Im Südwesten der Moschee liegt in einem kleinen Garten das oktogonale Mausoleum mit Kuppeldach. Während die Türbe in hellem Stein ausgeführt ist, besteht das Mauerwerk aller anderen Gebäude des Komplexes aus Bändern aus hellem Werkstein und roten Ziegelsteinen. Diese Bänderung erinnert an byzantinische Kirchen.
Der querrechteckigen Moschee ist zum Innenhof ein Portikus vorgelagert. Man betritt die Moschee über den Nordeingang und gelangt in den zentralen Gebetssaal. Im ersten Obergeschoss verläuft U-förmig eine Galerie, die von fünf Bögen auf vier Marmorsäulen zwischen zwei massiven Rundpfeilern getragen wird. Die 12,4 Meter breite und 21,8 Meter hohe Pendentifkuppel wird von vier Bögen getragen, die auf den Rundpfeilern aufsetzen. Die Qibla-Wand mit der Mihrab im Zentrum wird durch drei Fensterreihen beleuchtet, über denen sich ein Rundfenster befindet. Alle Fenster der Moschee sind mit wabenförmigen Gittern versehen, deren Fensterglas klar ist und so das Innere der Moschee hell ausleuchtet. Unter den Lünettenfenstern im Erdgeschoss der Qibla-Wand sind Fliesen aus İznik angebracht, auf denen Koranverse aus den Suren al-Falaq und an-Nās geschrieben stehen. Die Schriften unterhalb der Kuppel rezitieren Verse aus der Sure Fatir. Acht runde Schrifttafeln auf den Pendentifs sowie der Qibla- und der gegenüberliegenden Wand zitieren Namen. Die Moschee besitzt an der Nordwest-Ecke ein nahezu rundes Minarett auf einem quadratischen Sockel mit Spitzhelm und Galerie.